# Liste der Baudenkmale in Oldenburg (Oldb) – Cäcilienstraße/-platz
In der Liste der Baudenkmale in Oldenburg (Oldb) – Cäcilienstraße/-platz stehen alle Baudenkmale der Cäcilienstraße/-platz in Oldenburg (Oldb).  Die Quelle der IDs und der Beschreibungen ist der Denkmalatlas Niedersachsen.
Der Stand der Liste ist das Jahr 2022(11).

## Allgemein
In den Spalten befinden sich folgende Informationen:
- Lage: die Adresse des Baudenkmales und die geographischen Koordinaten. Kartenansicht, um Koordinaten zu setzen. In der Kartenansicht sind Baudenkmale ohne Koordinaten mit einem roten Marker dargestellt und können in der Karte gesetzt werden. Baudenkmale ohne Bild sind mit einem blauen Marker gekennzeichnet, Baudenkmale mit Bild mit einem grünen Marker.
- Bezeichnung: Bezeichnung des Baudenkmales
- Beschreibung: die Beschreibung des Baudenkmales. Unter § 3 Abs. 2 NDSchG werden Einzeldenkmale und unter § 3 Abs. 3 NDSchG Gruppen baulicher Anlagen und deren Bestandteile ausgewiesen.
- ID: die Objekt-ID des Baudenkmales
- Bild: ein Bild des Baudenkmales, ggf. zusätzlich mit einem Link zu weiteren Fotos des Baudenkmals im Medienarchiv Wikimedia Commons. Wenn man auf das Kamerasymbol klickt, können Fotos zu Baudenkmalen aus dieser Liste hochgeladen werden:

Zurück zur Hauptliste
| Lage                                        | Bezeichnung | Beschreibung | ID       | Bild |
| ------------------------------------------- | ----------- | --- | -------- | ---- |
| Cäcilienplatz 53° 8′ 18″ N, 8° 12′ 31″ O    | Grünanlage  | Westlich der Altstadt Oldenburgs gelegener Stadtplatz, der allseitig von Straßen gefasst, im Nordosten an die landschaftlich gestalteten Wallanlagen grenzt und dort seine Fortsetzung findet. Bereits 1860 sah Hero Dietrich Hillerns bei ersten Überlegungen zu einem neu anzulegenden Stadtviertel an dieser Stelle einen Platz vor. Die problematischen Geländebedingungen und konkurrierende Ideen für die Nutzung ermöglichten erst ab 1880 die Anlage eines offenen Squares, der im Sinne landschaftlicher Gartenkunst mit Rasenpartien, geschwungenen Wegen, kleinen Gehölzgruppen und üppigen Zierbeeten als Wandelgarten ausgestaltet wurde. In der Folgezeit erlebte der Platz mehrere Veränderungen durch Interimsnutzungen und wurde schließlich zu Beginn des 20. Jahrhunderts unter Belassung der rahmenden Großgehölze zu einer nach innen gerichteten Schmuckanlage entwickelt, die der Zeit entsprechend mit einer orthogonalen Gliederung versehen als Ruhegarten umgeformt wurde. Heute ist im Südwesten der Anlage eine große rechteckige, von Gehölzen gesäumte Rasenfläche und im Nordosten eine kleinteiligere Gestaltung in der Art eines barocken Parterres zu finden. Nach Südosten, Südwesten und Nordwesten ist die Anlagen durch eine dichtbewachsene Rabatte zum Straßenraum begrenzt, wohingegen die Verbindung zu den nordöstlich anschließenden Wallanlagen weiterhin offen gestaltet ist. Durch die Aufstellung von Denkmälern und Skulpturen erhielt der Platz schließlich eine zusätzliche Ausstattung und Würdigung: Büste von Karl Jaspers, 1983 von Christa Baumgärtel; Büste von Helene Lange, 1995 von Udo Reimann; Megalithischer Stein, 1995 von Makoto Fujiwara und Karl Prantl. | 37459088 | BW   |
| Cäcilienstraße 1 53° 8′ 23″ N, 8° 12′ 26″ O | Wohnhaus    | Eckhaus auf spitz zulaufendem Grundstück zur Herbartstraße. Zweigeschossiger Putzbau über Sockelgeschoss unter Walmdach. Links zwei Achsen, rechts ursprünglich eingeschossiger polygonaler Standerker, im OG später als Wintergarten ausgebaut. Auf der linken Seite zurückgesetzter Vorbau mit Eingang, auf der rechten Seite jüngerer zurückgesetzter Garagenanbau. Putzquaderung: am Sockel Rustika, horizontale Putzfugen, geschossteilende Gesimse, Fensterrahmungen, am Erker Pilaster. Zu beiden Straßen Vorgarten und Einfriedung, z. T. in Eisen zwischen massiven Pfeilern, z. T. massiv. Erbaut 1886, Architekt Carl F. Spieske. | 37459111 | BW   |
| Cäcilienstraße 2 53° 8′ 22″ N, 8° 12′ 26″ O | Wohnhaus    | Eineinhalb- bis zweigeschossiger Putzbau auf Sockelgeschoss. Kern eineinhalbgeschossiger traufständiger Bau unter Satteldach, davon rechts zwei Achsen, quer dazu links zweigeschossiger Trakt als tiefer Risalit mit Giebel unter Satteldach, im EG zweiachsig, oben mit einem breiten Fenster. Vor dem Risalit Sockel polygonal vorgezogen, darüber ehemals Terrasse im EG, 1999 zu eingeschossigem Standerker ausgebaut. Ursprüngliche Putzgliederung entfernt und durch Rauputz ersetzt, dieser wiederum ersetzt, Schwebegiebel ebenfalls entfernt und später rekonstruiert. Auf der rechten Seite zurückgesetzter Vorbau mit Eingang. Erbaut 1880, Architekt Gerhard Schnitger. | 37459133 | BW   |
| Cäcilienstraße 4 53° 8′ 22″ N, 8° 12′ 27″ O | Wohnhaus    | Giebelständiger eineinhalbgeschossiger Putzbau von vier Achsen über Sockelgeschoss mit Drempel unter Satteldach (Typus „Oldenburger Hundehütte“). Rechts Sockelgeschoss als Podest vorgezogen, darüber Terrasse. Auf der linken Seite zurückliegender Vorbau mit Eingang, später erhöht. Putzgliederung: Rustizierung des Sockels, horizontale Fugen am EG, geschossteilende Gesimse, Fensterrahmungen, Brüstungsfelder, am Giebel z. T. Pilaster und Ädikulen. Rest des Vorgartens und eiserne Einfriedung. Erbaut um 1883. | 37459177 | BW   |
| Cäcilienstraße 5 53° 8′ 21″ N, 8° 12′ 28″ O | Wohnhaus    | Giebelständiger eineinhalbgeschossiger Putzbau von vier Achsen über Sockelgeschoss mit Drempel unter Satteldach (Typus „Oldenburger Hundehütte“). Rechts Sockel polygonal als Podest vorgezogen, darüber Terrasse. Auf der linken Seite zurückgesetzter Vorbau mit Eingang. Putzgliederung: Rustizierung des Sockels, Quaderung, geschossteilende Gesimse, Fensterrahmungen und Brüstungsfelder, z. T. Ädikulen. Vorgarten und eiserne Einfriedung. Erbaut vor 1885. | 37459199 | BW   |
| Cäcilienstraße 6 53° 8′ 21″ N, 8° 12′ 28″ O | Wohnhaus    | Eineinhalbgeschossiger traufständiger Putzbau über Sockelgeschoss mit Drempel unter Satteldach (Variante des Typus „Oldenburger Hundehütte“). Links zwei Achsen, drei Fenster im Drempel. Rechts Giebelrisalit von zwei Achsen, davor polygonaler eingeschossiger Standerker (mit jüngerem Garagenanbau) unter Balkon, als Abschluss Zwerchgiebel mit verziertem Schwebegiebel. Auf der linken Seite zurückliegender Vorbau mit Eingang. Putzgliederung: Rustizierung des Sockels, Quaderung, geschossteilende Gesimse, Fensterrahmungen, am Erker Pilaster und Gebälk. Vorgarten. Erbaut 1882. | 37459221 | BW   |
| Cäcilienstraße 7 53° 8′ 21″ N, 8° 12′ 29″ O | Wohnhaus    | Eineinhalbgeschossiger Putzbau von vier Achsen über Sockelgeschoss unter Walmdach. Zweites Geschoss als Mezzanin ausgeprägt. Rechts Auslucht mit Garageneinbau. Links zurückgesetzter Vorbau mit Eingang. Moderne Gaupe. Sparsame Putzgliederung (nur geschossteilende Gesimse). Im Kern wohl 1880er Jahre, jedoch umgebaut und ursprüngliche Putzgliederung entfernt. | 37459243 | BW   |
| Cäcilienstraße 9 53° 8′ 20″ N, 8° 12′ 30″ O | Wohnhaus    | Eckhaus zum Cäcilienplatz. Zweigeschossiger Putzbau über Sockelgeschoss unter Pyramidendach, links zum Cäcilienplatz vier Achsen mit zweiachsigem Mittelrisalit und Zwerchgiebel mit Voluten, rechts zur Cäcilienstraße drei Achsen mit einachsigem Mittelrisalit, darin Eingang mit Freitreppe, darüber zwerchgiebelartiger Auszug. Auf dieser Seite links polygonaler eingeschossiger Standerker unter Balkon. Am Cäcilienplatz nachträglich mittig Sockel als Podest vorgezogen, darauf Terrasse. Putzgliederung: Rustizierung des Sockels, geschossteilende Gesimse, am linken Risalit und am Standerker Pilaster und Gebälke, Fensterrahmungen. Vorgarten. Erbaut 1882, Architekt Gerhard Schnitger. | 37459288 | BW   |
| Cäcilienplatz 1 53° 8′ 20″ N, 8° 12′ 30″ O  | Wohnhaus    | Konzipiert zusammen mit den Nachbarhäusern Nr. 2 und 3 als symmetrisches Gegenstück zu Nr. 3. Zweigeschossiger Putzbau über Sockelgeschoss unter Mansardwalmdach. Rechte Hälfte Risalit, davor eingeschossiger polygonaler Standerker unter Balkon, im Obergeschoss Serliana, darüber Zwerchgiebel mit Voluten. Links zwei Fensterachsen, Souterrain hier verändert, Kachelung mit Eingang. Giebelgaupe. Putzgliederung: Rustizierung des Sockels, horizontale Fugen im EG, geschossteilende Gesimse, Fensterrahmungen und Brüstungsfelder, am Risalit Pilasterrahmungen, unter der Traufe Gesims mit Konsolfries. Vorgarten. Erbaut 1885–1886, Architekt Gerhard Schnitger. | 37459000 | BW   |
| Cäcilienplatz 2 53° 8′ 19″ N, 8° 12′ 30″ O  | Wohnhaus    | Konzipiert zusammen mit den Nachbarhäusern Nr. 1 und 3. Zweigeschossiger Putzbau von vier Achsen über Sockelgeschoss unter Mansardwalmdach. Mittig Risalit, davor Sockel polygonal vorgezogen für Terrasse, im OG Balkon auf Konsolen. Kleiner Zwerchgiebel, seitliche Giebelgaupen jünger. Rechts Eingang mit Freitreppe, darüber Oculus. Putzgliederung: Rustizierung des Sockels, horizontale Fugen im EG, geschossteilende Gesimse, Fensterrahmungen und Brüstungsfelder, am Balkon Balusterbrüstung, unter der Traufe Gesims mit Konsolfries. Vorgarten. Erbaut 1885–1886, Architekt Gerhard Schnitger. | 37459022 | BW   |
| Cäcilienplatz 3 53° 8′ 19″ N, 8° 12′ 29″ O  | Wohnhaus    | Konzipiert zusammen mit den Nachbarhäusern Nr. 1 und 2 als symmetrisches Gegenstück zu Nr. 1. Zweigeschossiger Putzbau über Sockelgeschoss unter Mansardwalmdach. Linke Hälfte Risalit, davor zweigeschossiger polygonaler Standerker mit jüngerem Garageneinbau. Rechts zwei Fensterachsen, in der rechten Portal mit Halbsäulen, Gebälk und Sprenggiebel, davor erneuerte Freitreppe. Neue Dachfenster. Putzgliederung: Rustizierung des Sockels, horizontale Fugen im EG, geschossteilende Gesimse, Fensterrahmungen und Brüstungsfelder, am Risalit Pilasterrahmungen, unter der Traufe Gesims mit Konsolfries. Erbaut 1885–1886, Architekt Gerhard Schnitger. | 37459044 |      |
| Cäcilienplatz 4 53° 8′ 19″ N, 8° 12′ 28″ O  | Wohnhaus    | Zweigeschossiger Putzbau von fünf Achsen über Sockelgeschoss unter Walmdach. Rechts Eingang. Dreiachsiger Mittelrisalit, davor halbrunder Vorbau, ehemals eingeschossige Säulenloggia und mittig eine zweiläufige Freitreppe vorgelagert. Heute Kapitelle entfernt und oberer Abschluss durch Aufbau eines Wintergartens vor dem OG verunklärt. Abschluss mit Dreiecksgiebel, darin Oculus. Putzgliederung: Rustizierung des Sockelgeschosses, horizontale Fugen im EG, geschossteilende Gesimse und Rahmung des Giebels, Konsolfries unter der Traufe, Fensterrahmungen, Brüstungsfelder und Ädikulen. Vorgarten. Innen wandfeste Ausstattung der Erbauungszeit weitgehend erhalten. Erbaut 1882, Architekt Gerhard Schnitger. | 37459066 | BW   |